# Горган (река)
Горган (в низовье Руде-Горган) — река в северном Иране (остан Голестан). Вторая по величине и значению река в иранской части бассейна Каспийского моря после реки Сефидруд. Длина около 251 км.
Начинается в западных отрогах Туркмено-Хорасанских гор при слиянии Сарысу и Или, затем пересекает с востока на запад плодородную Горганскую равнину, сложенную аллювием реки, и впадает в Каспийское море в 42 км к югу от устья реки Атрек.
Для реки характерна повышенная водность в зимнее время, когда на южный склон долины каспийские ветра приносят обильные дожди, и в весеннее время, когда тают горные снега. Летом и ранней осенью река маловодна из-за отсутствия ледников в Хорасанских горах и разбора воды в нижнем течении для орошения.
В дельте Горгана также ведётся интенсивный промысловый лов рыбы: осётр, выше по течению форель.
На берегу реки Горган, близ развалин древнего одноимённого города Горган, расположен один из самых древних памятников мусульманского искусства Ирана — «башня Кабуса», возведённая в 1006—1007 годах. В бассейне реки расположены города Минудешт, Горган и Бендер-Торкеман.

Великая Горганская стена (обозначена на карте красной линией) проходит вдоль реки Горган

Вдоль северного берега реки Горган проходит Великая Горганская стена.